# First Floor Features

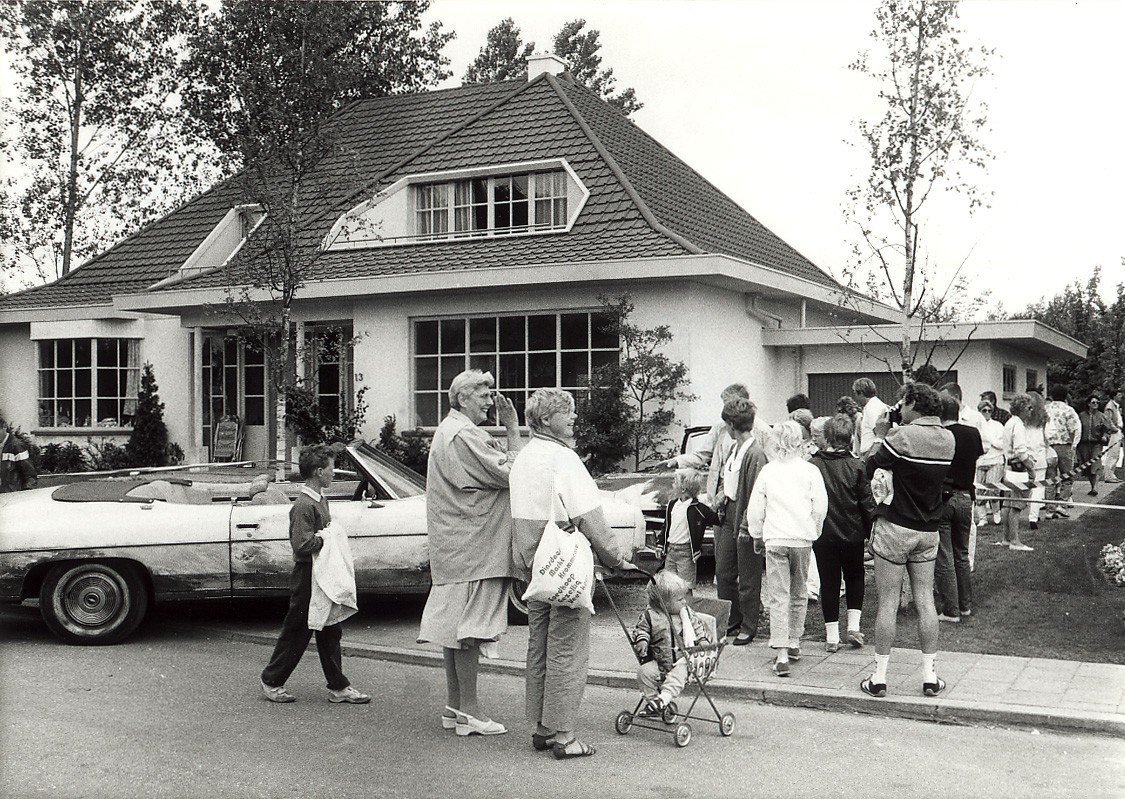
Bezoekers in 1986 in het filmdorp gebouwd door First Floor Features op het wielercircuit van Spaarnwoude voor de film Flodder

First Floor Features (FFF) was een Nederlands filmproductiebedrijf dat werd opgericht in 1984 door Laurens Geels, Dick Maas en Robert Swaab. Het bedrijf produceerde onder andere Abel, Flodder, Amsterdamned en Karakter.

## Oprichters
Laurens Geels begon zijn loopbaan als zakelijk leider van theatergezelschap Hauser Orkater. Daarnaast was hij eerder directeur van Meerburg Theaters. Dick Maas debuteerde in 1983 als regisseur van een speelfilm met De lift. Robert Swaab was actief als manager van onder anderen de acteurs Huub Stapel, Renée Soutendijk en Thom Hoffman. Het kantoor werd gevestigd aan de rand van het Vondelpark in Amsterdam.

## Geschiedenis
In 1985 werden hun eerste twee gezamenlijke producties aangekondigd: de speelfilm Abel (1986), geregisseerd door Alex van Warmerdam en de speelfilm Flodder (1986), geregisseerd door Maas. Door pers en publiek werd Abel zeer goed ontvangen en werd tijdens het Nederlands Film Festival bekroond met twee Gouden Kalveren, namelijk voor beste film en beste regie. Ook ontving de film de prijs van de Nederlandse filmkritiek en de Zilveren Lessenaar voor de beste filmmuziek van het jaar voor Vincent van Warmerdam. De film werd bovendien geselecteerd voor het Filmfestival van Venetië. Kort na het succes van Abel verliet Robert Swaab het productiebedrijf.
In maart 1986 werden een aantal nieuwe films aangekondigd: Amsterdamned (1988), Wings of Fame (1990) en Channel Fever (niet gerealiseerd). In de zomer van 1986 begonnen de opnames van de film Flodder. De film ging in meer dan 60 Nederlandse theaters in première en zou uitgroeien tot een van de meest succesvolle Nederlandse speelfilms aller tijden met 2,3 miljoen bezoekers. De wereldwijde distributierechten werden verkocht aan de Amerikaanse filmmaatschappij United International Pictures. In 1987 ontving de film tijdens het Nederlands Film Festival een Gouden kalf voor beste regie. Ook Maas zijn volgende film, Amsterdamned (1988), was een groot succes en trok meer dan een miljoen bezoekers.Op de American Film Market in Los Angeles werd de film in 1988 de best verkochte buitenlandse film. 
De daaropvolgende films, Wings of Fame (1990), The Last Island (1990), My Blue Heaven (1990) en Oh Boy! (1991), bleken echter commercieel niet succesvol.
Tussen 1990 en 1991 bouwden Geels en Maas een filmstudio in Almere. In maart 1991 werd het studiocomplex door minister d'Ancona (WVC) geopend. De twee studioruimten van respectievelijk 900 en bijna 1700 m² konden ook worden gehuurd door andere filmproducenten. De interesse viel echter tegen, en de 10 miljoen gulden kostende Film Factory werd verkocht aan het NOB waarbij First Floor Features huurder werd.  In 1992 bracht het filmbedrijf een vervolg op Flodder uit, getiteld Flodder in Amerika!. Deze film wist wederom een groot publiek te trekken en behaalde 1,5 miljoen bezoekers. Voor deze film werd er ook gebruikgemaakt van de backlot, een set op het terrein van een filmstudio waar buitenscènes worden opgenomen. In 1999 werd op het terrein het huis van Big Brother geplaatst (geen FFF productie).
De Noorderlingen (1992), Lang Leve de Koningin (1995) en Karakter (1997) werden bekroond met Gouden Kalveren. Laatstgenoemde film leverde in 1998 tevens een Academy Award voor beste niet-Engelstalige film op. 
Vanaf 1998 richtte het bedrijf zich op de Engelstalige markt. De film Do Not Disturb (1999) trok weinig bezoekers en de Engelstalige remake van de film de Lift Down (2001) werd zelfs een flop. De kosten van de Engelstalige film Resistance vielen veel hoger uit dan verwacht, en FFF raakte in financiële problemen waar het bedrijf niet meer uitkwam. In 2002 verliet Dick Maas de organisatie. In 2004 werd het bedrijf failliet verklaard.

## Geproduceerde films en series
- Abel (1986)
- Flodder (1986)
- Amsterdamned (1988)
- Wings of Fame (1990)
- The Last Island (1990)
- My Blue Heaven (1990)
- Een dubbeltje te weinig (1991)
- Oh Boy! (1991)
- De Noorderlingen (1992)
- Flodder in Amerika! (1992)
- Flodder (1993–1999)
- Achter het scherm (1995)
- Flodder 3 (1995)
- Lang leve de koningin (1995)
- Westzijde Posse (1996–1997)
- Karakter (1997)
- De rode zwaan (1999)
- Do Not Disturb (1999)
- Down (2001)
- Tom & Thomas (2002)
- Valentín (2002)
- Resistance (2003)
- Edelweißpiraten (2004)